# 达恩·马林
达恩·马林（羅馬尼亞語：Dan Marin，1948年8月30日—），罗马尼亚前男子手球运动员。他曾代表罗马尼亚国家队参加1972年夏季奥林匹克运动会手球比赛，获得一枚铜牌。